# Stanica (budowla)
Stanica – dawna budowla obronna, odpowiednio obwarowana, pełniąca funkcję koszarów dla niewielkich oddziałów wojskowych wykonujących zadania o charakterze strażniczym. Stanica zwykle miała formę obszernego drewnianego budynku mieszkalnego otoczonego palisadą, stojącego pośrodku rozległego dziedzińca ze stajniami.